# Мягкое (Липецкая область)
Мягкое — село, являющееся административным центром Домовинского сельсовета Измалковского района Липецкой области.

## География
Село Мягкое граничит на севере с деревней Тетеринка, а на востоке — с деревней Марково.
Рядом с деревней проходит автомобильная дорога, имеются просёлочные дороги и две улицы — Молодёжная и Надежды.

## Население
| 2010 |
| ---- |
| 161  |